# Issaquah
Issaquah (kiejtése: ɪsəkwɑː; korábban Squak Valley, majd Gilman) az Amerikai Egyesült Államok északnyugati részén, Washington állam King megyéjében elhelyezkedő város. A 2010. évi népszámlálási adatok alapján 30 434 lakosa van.

## Történet
Az Issaquah név egy indián kifejezésből ered, melynek jelentése „a madarak hangja”, „kígyó” vagy „kis folyam”.
1885 szeptemberében a területen komlót szedő kínai munkásokra támadtak, akik közül hárman meghaltak, a támadókat viszont nem ítélték el.
Issaquah 1892. április 29-én kapott városi rangot.
1924. július 26-án a Ku-Klux-Klan felvonulást szervezett a városban; mivel az esemény során egy katolikus üzlettulajdonost bántalmaztak, a tejüzemek vásárlói nem vették át a termékeket, így azok megromlottak.

## Éghajlat
A város éghajlata mediterrán (a Köppen-skála szerint Csb).
| Hónap                         | Jan.  | Feb.  | Már.  | Ápr. | Máj. | Jún. | Júl. | Aug. | Szep. | Okt. | Nov.  | Dec.  | Év    |
| ----------------------------- | ----- | ----- | ----- | ---- | ---- | ---- | ---- | ---- | ----- | ---- | ----- | ----- | ----- |
| Rekord max. hőmérséklet (°C)  | 19,4  | 23,9  | 26,7  | 32,2 | 36,1 | 37,2 | 40,6 | 38,9 | 36,7  | 35,0 | 23,9  | 19,4  | 40,6  |
| Átlagos max. hőmérséklet (°C) | 8,3   | 10,0  | 12,2  | 14,4 | 17,8 | 20,6 | 23,9 | 24,4 | 21,1  | 15,6 | 10,6  | 7,2   | 15,5  |
| Átlagos min. hőmérséklet (°C) | 2,2   | 1,7   | 2,8   | 4,4  | 7,8  | 10,6 | 12,2 | 11,7 | 8,9   | 6,1  | 3,3   | 1,1   | 6,1   |
| Rekord min. hőmérséklet (°C)  | −18,0 | −19,4 | −13,3 | −4,4 | −6,1 | −1,7 | −1,1 | 2,2  | −3,9  | −8,9 | −16,7 | −16,1 | −19,4 |
| Átl. csapadékmennyiség (mm)   | 225   | 142   | 159   | 122  | 102  | 75   | 35   | 33   | 73    | 145  | 257   | 145   | 1513  |
| Forrás: The Weather Channel   |       |       |       |      |      |      |      |      |       |      |       |       |       |

## Népesség
A 2010-es népszámláláskor a városnak 30 434 lakója, 12 841 háztartása és 8018 családja volt. A népsűrűség 968,7 fő/km2. A lakóegységek száma 13 914, sűrűségük 442,8 db/km2. A lakosok 74,7%-a fehér, 1,4%-a afroamerikai, 0,4%-a indián, 17,5%-a ázsiai, 0,1%-a a Csendes-óceáni szigetekről származik, 1,8%-a egyéb, 4,1%-a pedig kettő vagy több etnikumú. A spanyol vagy latino származásúak aránya 5,8% (   )
A háztartások 33%-ában élt 18 évnél fiatalabb. 51,9% házas, 7,9% egyedülálló nő, 2,7% egyedülálló férfi, 37,6% pedig nem család. 30,1% egyedül élt; 10,9%-uk 65 éves vagy idősebb. Egy háztartásban átlagosan 2,34 személy élt; a családok átlagmérete 2,95 fő.
A medián életkor 36,8 év volt. A város lakóinak 23,7%-a 18 évesnél fiatalabb, 5,5% 18 és 24 év közötti, 35,5%-uk 25 és 44 év közötti, 22,6%-uk 45 és 64 év közötti, 12,7%-uk pedig 65 éves vagy idősebb. A lakosok 47,7%-a férfi, 52,3%-a pedig nő.

## Oktatás
A város iskoláinak fenntartója az Issaquah-i Tankerület.

## Közlekedés
A város közösségi közlekedését a King County Metro és a Sound Transit biztosítja. P+R parkoló a buszpályaudvaron és Highlands városrészben van, ezek összesen 1999 férőhelyet biztosítanak.
Az utak tehermentesítése érdekében 1995 augusztusa óta közlekedik a 200-as járat, amely a település fontosabb közösségi és kereskedelmi létesítményei között jár.
A település közúton az Interstate 90-en és a WA-900-on keresztül érhető el.

## Nevezetes személyek
- Brian Basset, képregényrajzoló[21]
- Brian Yorkey, színházrendező[22]
- Colin Curtis, baseballjátékos[23]
- Cynthia Geary, színész[24]
- David Call, színész[25]
- Deb Caletti, író[26]
- Isaac Brock, énekes[27]
- J. J. Putz, baseballjátékos[28]
- Jay Buhner, baseballjátékos[29]
- Ken Griffey Jr., baseballjátékos[30]
- Mel Stottlemyre, baseballedző[31]
- Omar Vizquel, baseballjátékos[32]
- Pat Monahan, a Train együttes frontembere[33]
- Paul Sorrento, baseballedző[34]
- Phil Lucas, filmrendező[35]
- Ray Allan, kosárlabdázó[36]
- Rick Rizzs, sportkommentátor[28]

## Testvérvárosok
A település testvérvárosai:
- Chefchaouen, Marokkó
- Sunndal, Norvégia

## Fordítás
- Ez a szócikk részben vagy egészben  az   Issaquah, Washington című angol Wikipédia-szócikk ezen változatának fordításán alapul.  Az eredeti cikk szerkesztőit annak laptörténete sorolja fel. Ez a jelzés csupán a megfogalmazás eredetét és a szerzői jogokat jelzi, nem szolgál a cikkben szereplő információk forrásmegjelöléseként.